# Plœuc-sur-Lié
Plœuc-sur-Lié (bretonisch: Ploheg) ist eine Ortschaft und eine ehemalige französische Gemeinde mit 3.424 Einwohnern (Stand 1. Januar 2022) im Département Côtes-d’Armor in der Region Bretagne. Sie gehörte zum Arrondissement Saint-Brieuc. Die Einwohner werden Plœucois(es) genannt. 
Sie wurde mit Wirkung vom 1. Januar 2016 mit der früheren Gemeinde L’Hermitage-Lorge zu einer Commune nouvelle mit dem Namen Plœuc-L’Hermitage zusammengelegt und hat in der neuen Gemeinde den Status einer Commune déléguée inne.

## Geographie
Plœuc-sur-Lié liegt etwa zwanzig Kilometer südsüdwestlich von Saint-Brieuc am Fluss Lié. 

## Bevölkerungsentwicklung
| Jahr      | 1962 | 1968 | 1975 | 1982 | 1990 | 1999 | 2006 | 2011 |
| --------- | ---- | ---- | ---- | ---- | ---- | ---- | ---- | ---- |
| Einwohner | 2960 | 2932 | 2901 | 3009 | 2932 | 2937 | 3144 | 3259 |

## Sehenswürdigkeiten
- Menhir von Bayo
- Schloss La Corbier (1545–1764), Haus des Grafen von Plœuc
- historische Gebäude aus dem 17. und 18. Jahrhundert (Manoir du Terte, Manoir La Ville-Rouault, Manoir La Lande-Valo, Manoir La Vieuville)
- Wassermühlen
- Brunnen Saint-Éloi aus dem 17. Jahrhundert

## Persönlichkeiten
- Julie Bresset (* 1989), Radrennfahrerin, Olympiasiegerin 2012 im Cross Country